# Rathaus Fürstenfeldbruck

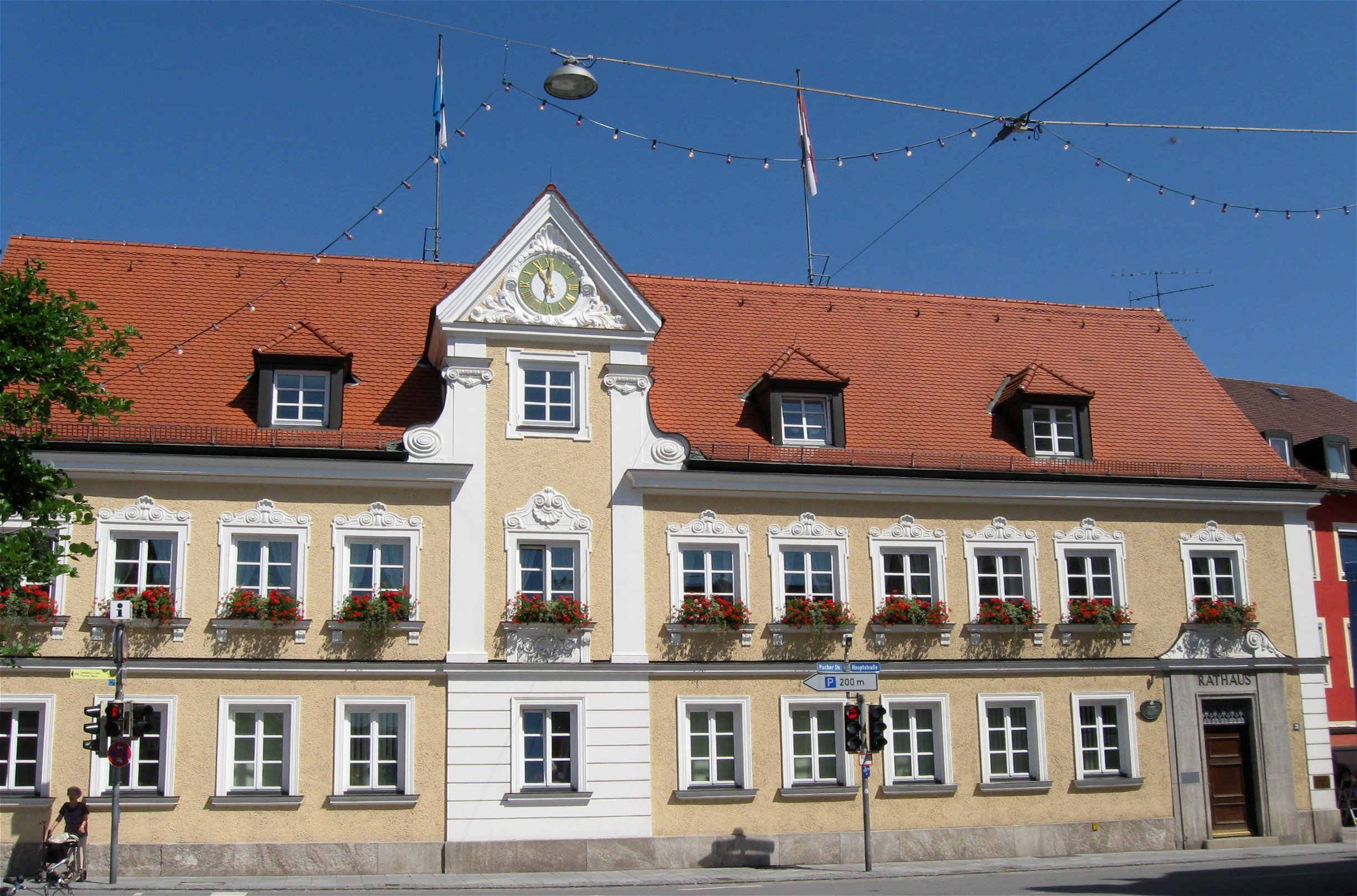
Rathaus in Fürstenfeldbruck

Das Rathaus in Fürstenfeldbruck ist seit 1973 Sitz der Stadtverwaltung und des Oberbürgermeisters der Großen Kreisstadt Fürstenfeldbruck im Westen von München.

## Geschichte und Nutzung

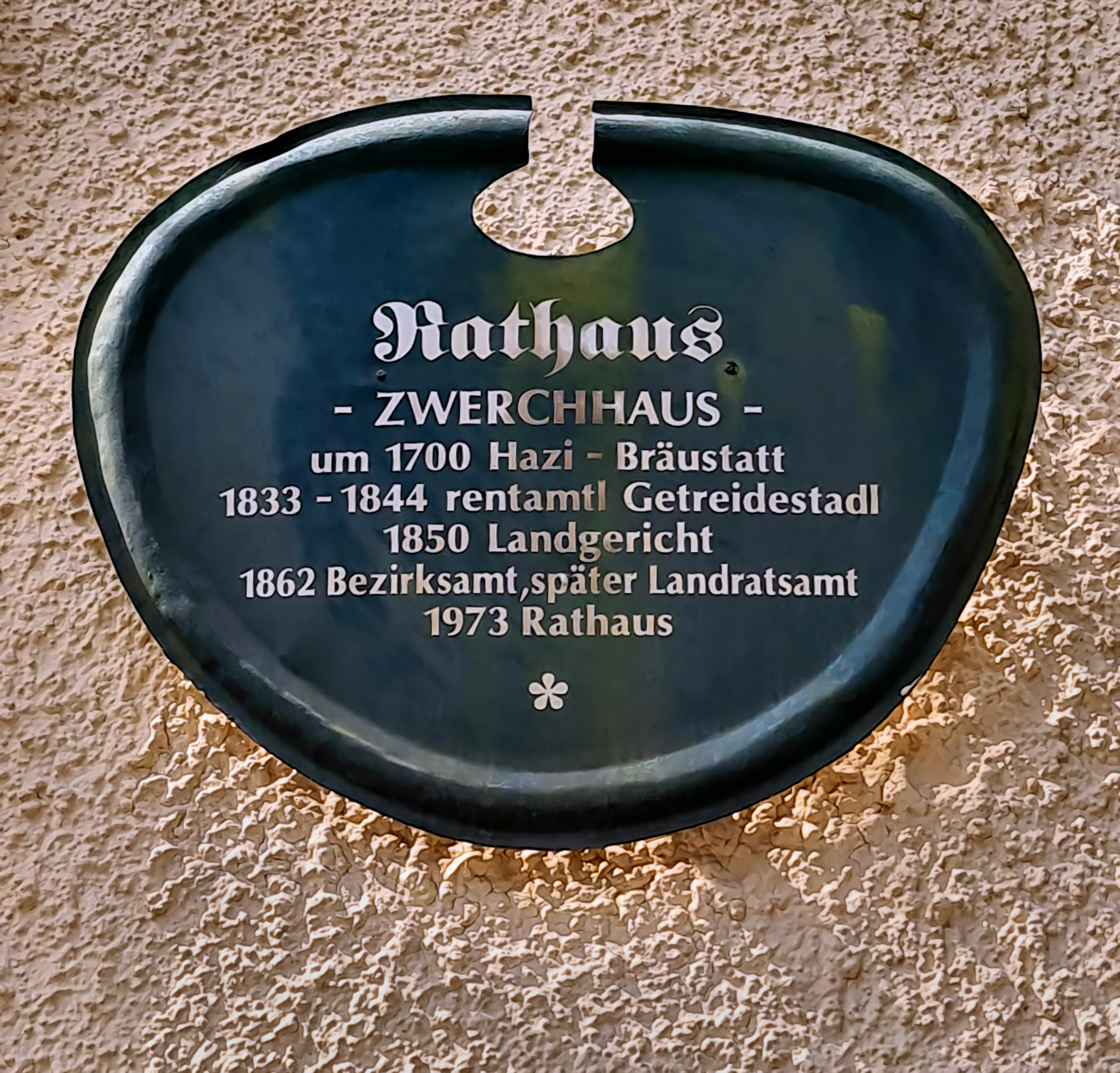
Gebäude-Infotafel

Das ehemalige Brauhaus (genannt Zwerchhaus) wurde im Jahr 1704 erbaut und ab dem Jahr 1823 als Behördensitz umfunktioniert, als dort das Fürstenfeldbrucker Landgericht einzog, das später als Landratsamt Fürstenfeldbruck und Amtsgericht aufgeteilt wurde. Im Zuge einer Renovierung wurde im Jahr 1914 der neobarocke Stuckdekor angebracht, später wurde das Gebäude noch erweitert. Im Jahr 1973 zog das Landratsamt in die Münchener Straße um, die Stadtverwaltung bezog das Zwerchhaus. Die letzte Erweiterung fand im Jahr 2005 statt, als ein moderner Erweiterungsbau eingeweiht wurde. Zwerchhaus wurde das Gebäude genannt, weil es „zwerch“ (also quer) zum Marktplatz erbaut wurde.

## Organisation
Das Fürstenfeldbrucker Rathaus ist in fünf Ämter aufgeteilt:
- Amt 1: Allgemeine Verwaltung
- Amt 2: Finanzverwaltung
- Amt 3: Rechtsamt
- Amt 4: Bauamt
- Amt 5: Bildung, Familie, Jugend und Sport

wobei die Ämter mit öffentlichem Parteiverkehr wie Standesamt, Bürgeramt sowie das Amt für öffentliche Ordnung und Sicherheit sowie die Verkehrsbehörde dem Rechtsamt untergeordnet sind. 